# Capasa praeaurata
Capasa praeaurata är en fjärilsart som beskrevs av Louis Beethoven Prout 1928. Capasa praeaurata ingår i släktet Capasa och familjen mätare. Inga underarter finns listade i Catalogue of Life.